# 那須ますみ
那須 ますみ（なす ますみ、1945年2月17日 - ）は、日本の元女優。本名、那須 益美。
東京都出身。松蔭高等学校卒業。

## 人物
高校卒業後、デパートに勤務していたが、東宝の関係者にスカウトされ芸能界入りする。
1965年、フジテレビ系のテレビドラマ『新・のれん太平記』に、加東大介の娘役でデビュー。当時の紹介記事では「初めての仕事なので戸惑っていますが、共演者の皆さんが励ましてくれるので、スタジオに行くのが楽しみです」と述べている。
同年、『狸の大将』で映画に初出演する。
その後、『じゃじゃ馬ならし』『狸の休日』などの映画に出演したほか、1966年のテレビドラマ『青春怪談』では、吉村実子の親友を演じたほか、1967年、『ご存知からす堂』にレギュラー出演するなどテレビドラマにも出演する。
赤木圭一郎のファンであり、1967年の紹介記事では「あんな素晴らしい人はもう出ないと思っています」と述べている。

## 出演作品

### 映画
- 狸の大将（1965年） - 立花すみえ
- 狸の王様（1966年） - 宇留木富子
- じゃじゃ馬ならし（1966年） - 谷村由子
- 狸の休日（1966年） - バスガイド
- 落語野郎 大爆笑（1967年）
- クレージー黄金作戦（1967年） - スチュワーデス
- 坊っちゃん社員 青春でつっ走れ!（1967年）
- 続・社長千一夜（1967年） - 女事務員

### テレビ
- 新・のれん太平記（1965年） - 桃子
- 新・新三等重役（1966年）
- ウルトラマン 第17話「無限へのパスポート」(1966年)  - 藤井洋子
- 青春怪談（1966年）
- これが青春だ 第25話「落語息子」（1967年）
- ご存知からす堂（1967年）

### CM
- 日本コカ・コーラ（1967年）[4]